# 아트-골다우역
아트-골다우역(독일어: Bahnhof Arth-Goldau))은 스위스 슈비츠주와 아트 지자체에 있는 기차역이다. 역은 아트의 일부를 형성하는 골다우 마을의 중심에 있다.
역은 추크-아트-골다우선이 고트하르트선의 본선과 합류하고 쥐토스트반이 소유한 페피콘-아트-골다우선이 분기하는 중요한 분기점이다. 역에는 6개의 승강장이 있다. 3개는 루체른 방향 고트하르트선에, 3개는 추크 방향 추크-아트-골다우선에 있다. 또한 아트-리기 철도는 자체 플랫폼 위의 주요 승강장 위의 직각으로 자체 승강장에서 종착한다.

## 운행편
2021년 12월을 기준으로 운행시간표가 변경되어 다음의 서비스가 아트-골다우역에 정차한다.
- 유로시티/인터시티/인터레기오/포어알펜 익스프레스:
  - 고트하르트선 및 고트하르트 베이스 터널을 통해 루가노까지 30분 운행. 유로시티 운행은 볼로냐 중앙역, 제노바 피아자 프린치페, 밀라노 중앙역, 밀라노 포르타 가리발디 또는 베네치아 산타루치아까지 계속 운행.
  - 에르스트펠트를 경유하여 루가노까지 고트하르트선을 통해 매시간 운행.
  - 페피콘-아트-골다우선을 통해 장크트 갈렌까지 매시간 운행.
  - 탈빌-아트-골다우선을 통해 취리히까지 30분마다 운행.
  - 고트하르트선을 통해 바젤 SBB까지 매시간 운행.
  - 고트하르트 철도를 통해 루체른까지 30분 간격 운행.
- 추크 슈타트반 S2 : 바르 린덴파크와 에르스트펠트 사이를 매시간 운행.
- 루체른 S-반 :
  - S3: 루체른과 브룬넨간 매시간 운행.
  - S31: 비버브루크